# Мухамеджан Рахімі
Мухамеджан Рахімі (тадж. Муҳаммадҷон Раҳимӣ, 3 травня 1901 — 28 серпня 1968, Душанбе) — таджицький радянський поет.
Народився в родині народного оповідача недалеко від Бухари. Брав участь в Громадянській війні на боці червоних. У 1934 році закінчив Ленінградський інститут філософії, літератури та історії. Довгий час працював журналістом і викладачем.
Перші твори Рахімі побачили світ в 1924 році. У ранній період своєї творчості Рахімі писав переважно про революцію і соціально-економічні перетворення на таджицькій землі. Великим твором стала поема «Золотий край» (Кішвар Заррин), що побачила світ у 1936 році. За нею пішла поема «Дорога Москва» (Москва ҷоні Азіз) про дружбу народів.
В період німецько-радянської війни Рахімі створив ряд поетичних творів на військову тематику: вони увійшли до збірок «Смерть за смерть, кров за кров», «Будь нещадний до ворога» і «Перемога». Трудівникам тилу була присвячена поема Рахімі «За біле золото». Також став співсценарістом фільму 1942 року «Син Таджикистану».
Після війни Рахімі звернувся до ліричної поезії. У 1948—1963 роках вийшли його збірки «Золотий край», «Ділафруз», «Світлий шлях», «Чотиривірш», «Ранок слова».
Рахімі перевів таджицькою мовою ряд творів класиків російської та світової поезії, в тому числі О. С. Пушкіна, М. О. Некрасова, Ф. Шиллера, Тараса Шевченка та ін.